# Эдускунта
Э́дуску́нта (риксдаг, устаревшее сейм, фин. Eduskunta, швед. Riksdag) — парламент Финляндии. 

## Полномочия
- Принятие законов, принятие изменений и дополнений законов;
- Утверждение государственного бюджета, утверждение изменений и дополнений государственного бюджета;
- Утверждение ратификации и денонсации международных договоров;
- Решение вопросов о доверии государственному совету.

## История
Корни парламента Финляндии уходят в средние века, его прообразом можно считать шведский риксдаг (именовавшийся в России сеймом).
К началу XIX века Финляндия входила в состав шведского королевства как полноправная его часть (официально Финляндия была признана шведской провинцией в 1362 году). В этом отличие Финляндии от ранее принадлежавших Швеции прибалтийских провинций, которые не были полноправными. Финляндия посылала своих депутатов в риксдаг. В самой Финляндии созывался сейм, который собирался по отдельным провинциям, а не по всей стране.
После завоевания Финляндии Россией в 1809 году на Боргоском сейме император Александр I обязался сохранить действовавшие основные (коренные) законы.
В 1811 году манифестом от 11 (23) декабря последовало распоряжение о присоединении к великому княжеству так называемой, Старой Финляндии, то есть той части Финляндии, которая перешла к России по Ништадтскому мирному договору.
Однако, общая перемена в политике Александра I отразилась на финляндских делах тем, что сеймы больше не созывались.
В царствование Николая I страна управлялась местными властями на основании местных законов, но сейм также не созывался ни разу. Это не составляло нарушения финляндских законов, так как периодичность сейма была установлена лишь сеймовым уставом 1869 года. Избегая крупных реформ, правительство могло управлять без сейма, пользуясь предоставленными короне весьма широкими правами в области, так называемого, экономического законодательства. В некоторых неотложных случаях обходились без сейма даже и тогда, когда участие последнего было необходимо. Так, в 1827 году разрешено было принимать на государственную службу лиц православного вероисповедания, приобретших права финляндского гражданства. В высочайшем постановлении об этом имеется, однако, оговорка о том, что мера эта проводится административным путём ввиду её неотложности и невозможности «ныне» созвать земские чины.
В царствование Александра II в общественно-политической жизни страны наступила «оттепель». В 1863 году в Гельсингфорсе после более чем полувекового перерыва собрался финляндский сейм, по решениям которого окончательно оформилась четырёхсоставная (четырёхсословная) система сейма, демократические привилегии, и т. д., после которых сейм стал созываться чаще, начали формироваться политические партии.
Сейм, в который входили четыре сословия: дворянство, духовенство, мещане и крестьяне продолжал принимать законы и утверждать налоги Великого княжества Финляндского, ориентируясь только на Закон о форме правления Швеции 1772 года, также сохранившийся при присоединении к России, порой даже игнорируя российские интересы.
При Александре III появилась тенденция к унификации финского законодательства с российским. Манифестом от 1890 года из юрисдикции финляндского сейма были изъяты и переданы в верховные инстанции империи вопросы, «имеющие общегосударственное значение». Отныне все вопросы такого рода, касавшиеся Финляндии, должны были после их обсуждения на сейме проходить через Государственный совет Российской империи с участием финляндских представителей. После этого они могли поступать на окончательное утверждение великого князя.

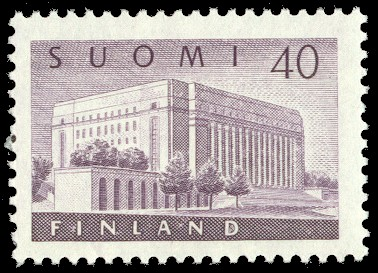
Здание финского парламента на почтовой марке Финляндии 1956 года выпуска

Современную форму финский парламент получил после учреждения в 1905 году императором Николаем II в России государственной думы. В соответствии с февральским Манифестом в Российской империи были приняты многие центральные с точки зрения развития демократии законы, как например закон о свободе слова, закон о свободе собраний, закон о свободе объединений и закон о свободе печати.
В 1906 году была проведена реформа представительного органа Финляндии — устаревший четырёхсословный сейм (риксдаг) был заменён однопалатным демократическим сеймом (также по традиции именовавшимся в России сеймом, а по-шведски — риксдагом), избираемым по принципу всеобщего избирательного права. 7 (20) июля 1906 года Николай II утвердил принятый сеймом новый сеймовый устав, предусматривавший введение однопалатного парламента, избираемого на основе всеобщего равного избирательного права всеми гражданами с 24-летнего возраста. Число лиц с правом голоса увеличилось со 125 000 до 1 125 000 человек. Финляндия стала второй юрисдикцией мира после Новой Зеландии и первой в Европе, где избирательные права (голосовать и избираться наравне с мужчинами) получили женщины.

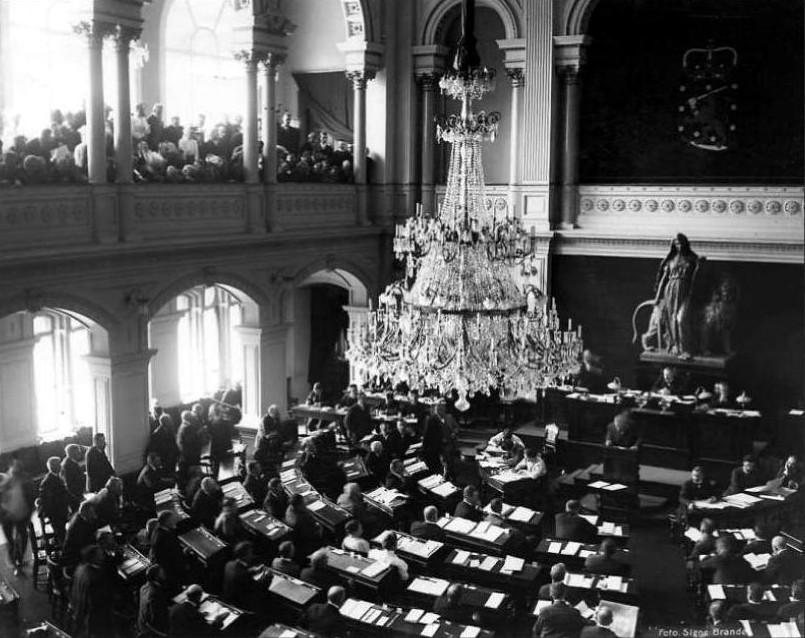
Первое заседание нового парламента (1907)

Первые в Финляндии бессословные выборы в риксдаг прошли 15 и 16 марта 1907 года, в них приняло участие почти 900 тысяч избирателей. В первый финский демократический риксдаг было избрано 200 представителей, большинство мест в нём получила Социал-демократическая партия Финляндии. В первый выборный риксдаг было избрано 19 женщин.
18 сентября 2013 года в Финляндии отметили 150-летие финского парламента. На своём юбилейном заседании Эдускунта (Риксдаг) приняла решение о создании в стране Фонда поддержки русского языка и культуры.

## Контроль за конституционностью
В Финляндии нет специально созданного судебного органа конституционного контроля по типу других европейских государств. Согласно Конституции (§ 74) такой контроль осуществляет сам парламент в лице Конституционного комитета, который даёт заключения о конституционности законопроектов и других передаваемых ему дел, а также проверяет соответствие принимаемых законов международным документам о правах человека. Здесь речь идёт, прежде всего, об упреждающем парламентском контроле, который заключается в недопущении принятия законов, прямо противоречащих действующей Конституции.
Судебные органы Финляндии не вправе принимать решения о неконституционности какого-либо законодательного акта, и, если при рассмотрении дела будет установлено противоречие нормы закона положениям Конституции, то суд будет обязан применять напрямую нормы Конституции, аналогично поступает с подзаконными актами (§ 106—107 Конституции). Ранее, до конституционной реформы 1999 года, суды вообще не могли отказываться применять норму закона по мотивам её неконституционности, поскольку презюмировалось, что законы, принимаемые парламентом, не могут противоречить Основному закону страны; после принятия новой Конституции это правило убрали.
Некоторые исследователи считают, что полная замена судебного конституционного контроля на парламентский конституционный контроль является недостаточно эффективной мерой и не может гарантировать слаженной работы огромной законодательной системы страны.

## Состав и срок полномочий
Сейм состоит из 200 сеймовых депутатов избираемых сроком на 4 года.

## Избирательная система
Сейм избирается по пропорциональной системе по нескольким многомандатным округам по Методу д'Ондта по открытым спискам. 

### Избирательное право
Право голоса имеют все граждане Финляндии старше 18 лет. Также граждане старше 18 лет могут выдвигаться на выборах. Очередные выборы прошли 19 апреля 2015 года (с 8 апреля шло предварительное голосование).

### Избирательные комитеты
Подсчёт голосов на муниципальном уровне осуществляет:
- на муниципальном уровне - избирательный комитет (фин. vaalilautakunta, шв. valnämnd);
- на районном уровне — окружной избирательный комитет (фин. vaalipiirilautakunta, шв. valkretsnämnd).

### Избирательные округа
С 2019 года:
- Избирательный округ № 1 «Хельсинки» (Helsingin vaalipiiri) — 23 места, резиденция окружной избирательной комиссии — Хельсинки;
- Избирательный округ № 2 «Нюланд» (Uudenmaan vaalipiiri) — 38 мест, резиденция окружной избирательной комиссии — Хельсинки;
- Избирательный округ № 3 «Исконная Финляндия» (Varsinais-Suomen vaalipiiri) — 17 мест, резиденция окружной избирательной комиссии — Турку;
- Избирательный округ № 4 «Сатакунта» (Satakunnan vaalipiiri) — 8 мест, резиденция окружной избирательной комиссии — Пори;
- Избирательный округ № 5 «Аландские острова» (Ahvenanmaan maakunnan vaalipiiri) — 1 место, резиденция окружной избирательной комиссии — Мариенхафн;
- Избирательный округ № 6 «Тавастланд» (Hämeen vaalipiiri) — 14 мест, резиденция окружной избирательной комиссии — Хямеэнлинна;
- Избирательный округ № 7 «Биркаланд» (Pirkanmaan vaalipiiri) — 22 места, резиденция окружной избирательной комиссии — Тампере;
- Избирательный округ № 8 «Юго-Восточная Финляндия» (Kaakkois-Suomen vaalipiiri) — 15 мест, резиденция окружной избирательной комиссии — Миккели;
- Избирательный округ № 9 «Саво-Карелия» (Savo-Karjalan vaalipiiri) — 15 мест, резиденция окружной избирательной комиссии — Куопио;
- Избирательный округ № 10 «Васа» (Vaasan vaalipiiri) — 16 мест, резиденция окружной избирательной комиссии — Вааса;
- Избирательный округ № 11 «Центральная Финляндия» (Keski-Suomen vaalipiiri) — 10 мест, резиденция окружной избирательной комиссии — Йювяскюля;
- Избирательный округ № 12 «Улеаборг» (Oulun vaalipiiri) — 19 мест, резиденция окружной избирательной комиссии — Оулу;
- Избирательный округ № 13 «Лапландия» (Lapin vaalipiiri) — 6 мест, резиденция окружной избирательной комиссии — Рованиеми.

## Современный состав
| Состав Эдускунты по итогам выборов 2007, 2011, 2015, 2019 и 2023 годов |
| ---------------------------------------------------------------------- |
|                                                                        |

Парламент, избранный в 2007 году, сформировал правительство из партий правого крыла. Крупнейшими партиями, прошедшими в парламент, стали Национальная коалиция и Партия Финляндский центр. Социал-демократическая партия Финляндии, которая долгое время находилась у власти, оказались в оппозиции. Другими партиями, прошедшими в парламент, стали Левый союз, Шведская народная партия (в том числе представитель Аландской коалиции, Зелёный союз и Партия истинных финнов. На парламентских выборах 2011 года большинство партий потеряли часть поддержки избирателей, а националистическая партия Истинные финны оказалась на третьем месте по числу поданных голосов.
В 2012 году женщины занимали 43 % депутатских мест в парламенте и 47 % министерских постов в правительстве.
С 2013 года депутаты парламента не могут одновременно с парламентской деятельностью состоять в руководстве торговых сетей, чья рыночная доля превышает 30 %.

## Тальман
см. ст. Спикер эдускунты
Для ведения своих заседаний Эдускунта избирает Тальман (Talman, Puhemies), а для его замещения — нескольких вице-тальманов (Vice talmännen, Varapuhemiehet).

## Тальманская конференция
Организацию проведения заседаний Эдускунты осуществляет Тальманская конференция (Puhemiesneuvosto, Talmanskonferens), состоящая из тальмана, вице-тальманов и председателей комитетов;
Также существует Канцелярская комиссия (Кansliatoimikunnassa, Kanslikommissionen), состоявшая из тальмана, вице-тальманов и 4 сеймовых депутатов;

## Администрация сейма
Материально-техническое обеспечение деятельности Эдускунты осуществляет её Администрация, во главе с её генеральным секретарём.

## Главный комитет
Для осуществления своих полномочий между своими сессиями Эдускунта избирала Главный комитет (Suuri valiokunta, Stora utskottet).

## Комитеты
- (политико-правовые вопросы)
  - Комитет по основным законам (Perustuslakivaliokunta, Grundlagsutskottet);
  - Комитет по иностранным делам (Ulkoasiainvaliokunta, Utrikesutskottet);
  - Комитет законодательных предложений (Lakivaliokunta, Lagutskottet);
  - Комитет обороны (Puolustusvaliokunta, Försvarsutskottet)
- (экономические вопросы)
  - Финансовый комитет (Valtiovarainvaliokunta, Finansutskottet);
  - Комитет коммуникаций (Liikenne- ja viestintävaliokunta, Kommunikationsutskottet);
  - Комитет по сельскому и лесному хозяйству (Maa- ja metsätalousvaliokunta, Jord- och skogsbruksutskottet);
  - Комитет народного хозяйства (Talousvaliokunta, Ekonomiutskottet);
- (гуманитарные вопросы)
  - Комитет по культуре (Sivistysvaliokunta, Kulturutskottet);
  - Комитет по здравоохранению и социальному обеспечению (Sosiaali- ja terveysvaliokunta, Social- och hälsovårdsutskottet);
  - Комитет по рынку труда (Työelämä- ja tasa-arvovaliokunta, Arbetslivs- och jämställdhetsutskottet);
  - Комитет по окружающей среде (Ympäristövaliokunta, Miljöutskottet);
- (процедурные комитеты)
  - Административный комитет (Hallintovaliokunta, Förvaltningsutskottet);
  - Ревизионный комитет (Tarkastusvaliokunta, Revisionsutskottet).

Раннее комитеты формировались специально избиравшимися сеймом пропорционально размеру фракций выборщиками (valitsijamiehet).